# Brachinus lateralis
Brachinus lateralis är en skalbaggsart som beskrevs av Pierre François Marie Auguste Dejean. Brachinus lateralis ingår i släktet Brachinus och familjen jordlöpare. Inga underarter finns listade i Catalogue of Life.